# Pseudocellus paradoxus
Espèce
Synonymes
- Cryptocellus paradoxus Cooke, 1972
- Cryptocellus cubanicus Dumitresco & Juvara-Bals, 1973
- Cryptocellus mayori Armas, 1977

Pseudocellus paradoxus est une espèce de ricinules de la famille des Ricinoididae.

## Distribution
Cette espèce est endémique de Cuba. Elle se rencontre dans les provinces de Santiago de Cuba, de Granma et de Holguín.

## Description
Le mâle holotype mesure 3,32 mm et la femelle paratype 3,94 mm.

## Publication originale
- Cooke, 1972 : A new species of Cryptocellus (Arachnida: Ricinulei) from Cuba. Journal of the New York Entomological Society, vol. 80, no 3, p. 146-151 (texte intégral).